# Бабулевич, Евгений Николаевич
Евгений Николаевич Бабуле́вич (31 декабря 1914, Кронштадт — 28 июля 1975, Москва) — советский физик. Специалист в области ядерной энергетики. Разработал и первым в Европе создал систему управления атомным реактором.

## Биография
Окончил Ленинградский индустриальный (политехнический) институт.
Призван в армию санинструктором 19 января 1943 года.
Работал на запуске экспериментального реактора Ф-1 в Москве, реактор был запущен 25 декабря 1946 года, где сконструировал и впервые применил свою разработку. В этом проекте на него была возложена задача создания биологической защиты реактора. После запуска реактора Бабулевич совместно с И. С. Панасюком, Б. Г. Дубовским и И. В. Мостовым принимал активное участие в обучении физиков-эксплуатантов.
В октябре 1947 года на реакторе была обучена первая группа инженеров управления работой атомного реактора.
Эти люди могли занять должность начальника смены.
Также запускал реакторы по выработке оружейного плутония на объекте 817 (современное НПО «Маяк») в 1950—1952 годах:
- А - 1 (8 июня 1948 года пробный запуск, 10 июня промышленный запуск и 19 июня выход на режим)[4]. Здесь он был в администрации группы пуска П-2. Пуском руководил И. С. Панасюк, а B. C. Фурсов, Е. Н. Бабулевич и И. Ф. Жежерун были его ближайшими помощниками.

Начальник Первого главного управления после пуска назначил на должность старших инженеров по управлению реактором Е. Н. Бабулевича, И. Я. Емельянова, П. Г. Добия, Е. В. Егорова, Н. В. Звона, С. А. Адольфа. Их дублёрами назначались Г. Н. Ушаков, Д. П. Харитонов, В. И. Ардальенов.
- АВ-1 (запущен 4 апреля 1950 года) и АВ-2 (запущен в середине апреля 1950)[6].
- АВ-3 (запущен в сентябре 1952 года)[6].

В рамках той же атомной военной программы на объекте 817 был запущен реактор АИ-1 по выработке трития. Курчатовым было установлено сменное дежурство на площадке строительства реактора.
Дежурных было четверо — И. Ф. Жежерун, Б. Г. Дубовский, И. С. Панасюк и Е. Н. Бабулевич. Этот реактор стал первым отечественным реактором на обогащённом уране, поэтому возник ряд вопросов при освоении новой технологии, с этим связаны особенно строгие методы сопровождения: один из четверых всегда должен был находиться на площадке. Его вывод на проектную мощность состоялся 14 февраля 1952 года.

## Награды и премии
- Сталинская премия второй степени (1949) — за участие в сооружении атомного реактора на заводе «А» комбината № 817
- Сталинская премия третьей степени (1953) — за расчётные и экспериментальные работы по созданию реакторов для производства трития
- орден Ленина (29.10.1949)

## Семья
Дочь Наталия Бабулевич в 1962 году окончила Отделение ядерной физики Физического факультета МГУ. Имеет ряд патентов на изобретения.
Сын — Александр Бабулевич.